# Comuna Bubnivka, Haisîn
Bubnivka (în ucraineană Бубнівка) este o comună în raionul Haisîn, regiunea Vinnița, Ucraina, formată din satele Bubnivka (reședința), Novoselivka și Dmîtrenkî.

## Demografie
Componența lingvistică a satului Bubnivka
     Ucraineană (97,32%)
     Rusă (2,6%)
     Alte limbi (0,07%)
Conform recensământului din 2001, majoritatea populației satului Bubnivka era vorbitoare de ucraineană (97,32%), existând în minoritate și vorbitori de rusă (2,6%).